# Phorbia haberlandti
Phorbia haberlandti – gatunek muchówki z rodziny śmietkowatych.
Gatunek ten opisany został w 1865 roku przez Ignaza Rudolfa Schinera jako Anthomyia haberlandti.
Muchówka o ciele długości od 4,5 do 5,3 mm, na tułowiu i odwłoku ubarwiona czarno z brązowymi wierzchołkami przezmianek. Samice mają czoło w zarysie trójkątne. Chetotaksję tułowia wyróżniają szczecinki śródplecowe co najmniej dwukrotnie dłuższe od szczecinek środkowych grzbietu. Środkiem śródplecza biegnie podłużny pas. Samce odróżnić można od P. penicillaris po obecności kępki długich włosków na przysadkach odwłokowych. U samic przysadki te nie są znacząco wydłużone.
Gatunek ten ma jedno lub dwa pokolenia w ciągu roku. Owady dorosłe są aktywne od połowy marca do maja. Larwy rozwijają się w glebie, gdzie żerują na korzeniach traw. Mogą w przypadku niekorzystnych warunków zapadać w diapauzę letnią. Przepoczwarczenie następuje w październiku, ale osobnik dorosły pozostaje w bobówce do wiosny. Masowy pojaw tej muchówki może być przyczyną strat w uprawie zbóż.
Owad środkowoeuropejski, znany z Niemiec, Austrii, Polski, Czech, Słowacji, Węgier, Rumunii, Bułgarii i Ukrainy.